# Reinhold Lobedanz

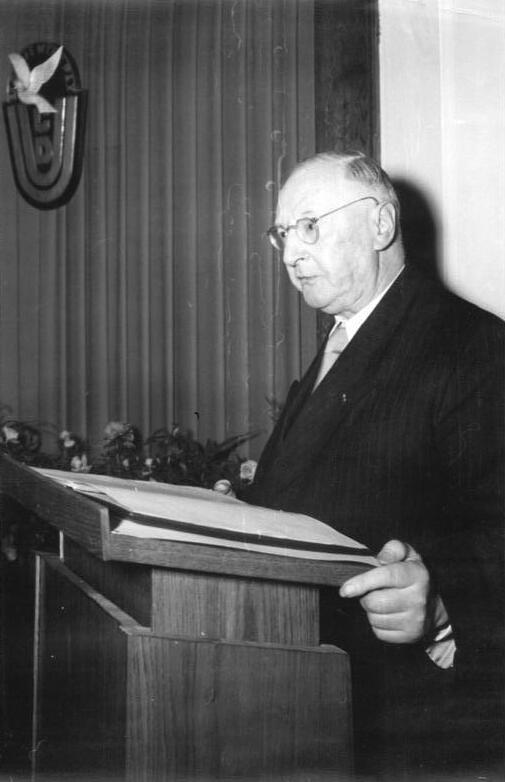
Reinhold Lobedanz (1953)

Reinhold Lobedanz (* 29. August 1880 in Schwerin; † 5. März 1955) war ein deutscher Politiker. Als Mitglied der Blockpartei Christlich-Demokratischen Union Deutschlands (DDR) war er Präsident der Länderkammer der DDR.

## Leben
Lobedanz entstammt einer deutsch-dänischen Gelehrten- und Beamtenfamilie. Sein Vater war der Gymnasialprofessor Dr. Emil Lobedanz und seine Mutter die Pädagogin Franziska v. Sievers (eine Urenkelin von David Reinhold von Sievers). Nach seiner Gymnasialzeit von 1890 bis 1899 studierte er Rechtswissenschaften an der Ruprecht-Karls-Universität Heidelberg, der Universität Leipzig und der Universität Rostock. 1900 wurde er im Corps Lusatia Leipzig aktiv. Er bestand die erste juristische Prüfung und wurde 1903 zum Dr. iur. promoviert. Nach der Bestehen der zweiten Prüfung 1907 trat er in den mecklenburgischen Staatsdienst. Von 1922 bis 1930 war er Ortsvorsitzender der Deutschen Demokratischen Partei (DDP) in Schwerin. Später amtierte er als Landesvorsitzender der DDP in Mecklenburg-Schwerin. In den 1920er und 1930er Jahren war Lobedanz als Ministerialrat in wechselnden Ressorts des Freistaates Mecklenburg-Schwerin tätig. 1933 wurde er aus dem Ministerium des Innern in das Ministerium für Unterricht, Kunst, geistliche und Medizinalangelegenheiten versetzt. In der Zeit des Nationalsozialismus war Lobedanz Mitglied im Bund Nationalsozialistischer Deutscher Juristen (BNSDJ), im Opferring der NSDAP und war Blockwart der NSV. 
Nach dem Zweiten Weltkrieg gehörte er im Juli 1945 zu den Gründern des Landesverbandes Mecklenburg-Vorpommern der Christlich-Demokratischen Union. Als einziger Landesvorsitzender in der SBZ/DDR blieb Lobedanz von 1945 bis 1952 ununterbrochen im Amt. Nach der Absetzung von Andreas Hermes und Walther Schreiber durch die Sowjetische Militäradministration (SMAD) im Dezember 1945 übernahm Lobedanz zudem das Amt des 3. Vorsitzenden der CDU in der SBZ. Auf dem CDU-Parteitag 1948 in Erfurt wurde er zum 4. Vorsitzenden gewählt. Dem Parteivorstand der DDR-CDU gehört Lobedanz bis zu seinem Tod an.
Ende Juni 1945 war er unter britischer Besatzung Leiter der Landesverwaltung Mecklenburg als Nachfolger von Hanns Jess. Von November 1945 bis März 1950 war Lobedanz Ministerialdirektor und Leiter der Präsidial-Kanzlei der Landesregierung. Er wurde 1946 zum Mitglied der Beratenden Versammlung Mecklenburg-Vorpommern ernannt und fungierte dort als stellvertretender Vorsitzender. Seit den Landtagswahlen in der SBZ 1946 war er Vizepräsident des Landtages Mecklenburg.
Von 1949 bis 1950 war er Mitglied der Volkskammer und von 1949 bis zu seinem Tod Präsident der Länderkammer der DDR. Von 1950 bis 1955 gehörte Lobedanz dem Politischen Ausschuss der Ost-CDU an. Aus dem Bezirksvorstand Schwerin zog er sich Ende 1952 jedoch wegen Arbeitsüberlastung zurück. Im Jahre 1954 verlieh ihm der DDR-Staatspräsident Wilhelm Pieck den Vaterländischen Verdienstorden der DDR in Gold. Lobedanz gehörte damit zu den ersten 22 Personen, die diesen neu gestifteten Orden erhielten.
Reinhold Lobedanz trat gegenüber der KPD/SED und der sowjetischen Besatzungsmacht in Mecklenburg-Vorpommern sehr nachgiebig auf. Durch seinen Kooperationskurs bewahrte er den Landesverband vor allzu großen Verwerfungen, führte ihn aber immer tiefer in das Fahrwasser der SED. Wer dagegen rebellierte wie der Fraktionsvorsitzende im Schweriner Landtag Werner Jöhren, sein Stellvertreter Karl-Heinz Kaltenborn oder der Wirtschaftsminister Siegfried Witte, wurde ausgeschaltet.
Lobedanz war als Landesvorsitzender der CDU Mecklenburg-Vorpommern sowohl an der Absetzung von Andreas Hermes als auch von Jakob Kaiser beteiligt. Er widerstand dem Gleichschaltungsdruck von SED und SMAD nicht und ließ sich von den Sowjets gegen die Parteispitze instrumentalisieren. Die Säuberungs- und Verhaftungswelle in der Landespartei nach 1950 hatte Lobedanz maßgeblich mitzuverantworten. Als Vorsitzender des zentralen Untersuchungsausschusses sorgte er auch danach für den Ausschluss unliebsamer Mitglieder, die den Weg der Anpassung nicht mitgehen wollten.

## Ehrungen
- Vaterländischer Verdienstorden in Gold, durch Wilhelm Pieck (7. Mai 1954)[7]

## Schriften
- Deutsche an einen Tisch. Die Wahrheit über Konrad Adenauer und Jakob Kaiser [Broschurdruck einer Rede]. Nationale Front des demokratischen Deutschland, Berlin 1951.